# Massif du Piton de la Fournaise

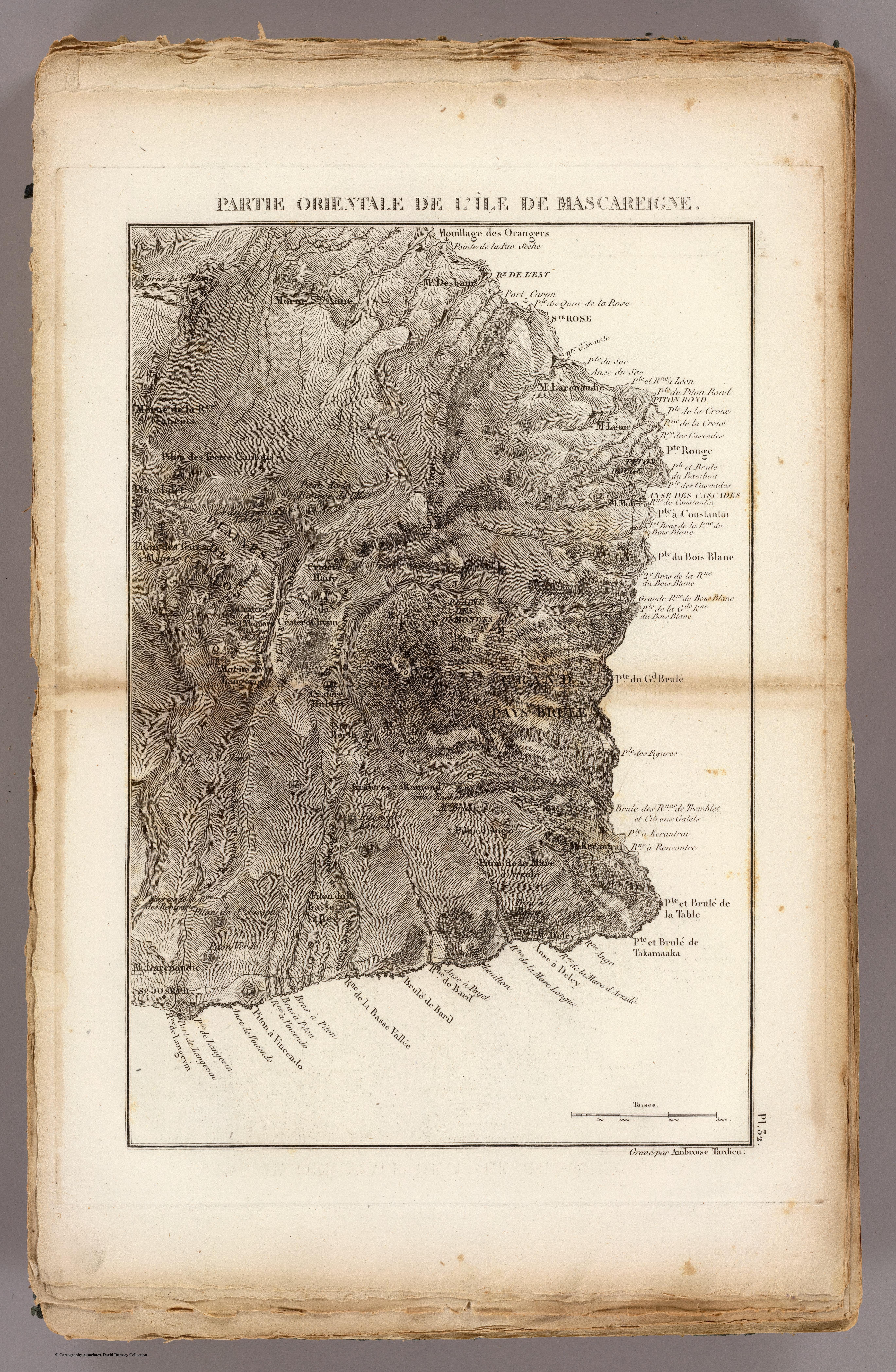
Carte du massif réalisée après l'expédition de Bory de Saint-Vincent.

Le massif du Piton de la Fournaise ou plus simplement massif de la Fournaise est un des deux grands volcans de l'île de La Réunion dont le point culminant est constitué par le piton de la Fournaise. Ce volcan, apparu il y a environ 500 000 ans, est encore actif aujourd'hui. L'autre volcan de l'île, le piton des Neiges, est un volcan endormi.

## Géographie
Le massif occupe le tiers sud-est de l’île de la Réunion. Le sommet se situe à 2 632 mètres d'altitude sur le bord nord-ouest du cratère Bory très proche du cratère Dolomieu encore actif. Trois grandes vallées entaillent le massif. Deux caldeiras emboîtées occupent le sommet de ce volcan bouclier.
Les principaux sommets sont classés par ordre décroissant d'altitude :
| Sommet                     | Altitude | Commune                     |
| -------------------------- | -------- | --------------------------- |
| Piton de la Fournaise      | 2 632 m  | Sainte-Rose, Saint-Philippe |
| Morne Langevin             | 2 380 m  | Saint-Joseph                |
| Piton Rouge (Saint-Joseph) | 2 368 m  | Saint-Joseph                |
| Piton de Partage           | 2 361 m  | Sainte-Rose                 |
| Piton Lacroix              | 2 341 m  | Saint-Joseph                |
| Piton de Bert              | 2 274 m  | Saint-Philippe              |
| Piton du Rond de Langevin  | 2 270 m  | Saint-Joseph                |
| Piton de Tangues           | 2 243 m  | La Plaine-des-Palmistes     |
| Piton Textor               | 2 165 m  | Le Tampon                   |
| Nez de Bœuf                | 2 136 m  | Saint-Joseph                |
| Piton Argamasse            | 2 095 m  | Le Tampon                   |
| Nez Coupé de Sainte-Rose   | 2 075 m  | Sainte-Rose                 |
| Piton Moustabismen         | 2 041 m  | La Plaine-des-Palmistes     |

## Géologie
Le volcanisme du massif du Piton de la Fournaise est issu d’une remontée magmatique continue provenant directement du manteau terrestre. C'est un volcanisme de type « point chaud ».
L’île de La Réunion est entièrement constituée par l’activité géologique du « point chaud de La Réunion », qui a débuté il y a environ 3 millions d'années. Avant de constituer le massif du Piton de la Fournaise, ce volcanisme a d'abord formé le massif du Piton des Neiges (un massif dont le point culminant est celui de l'île : le piton des Neiges, aujourd’hui endormi) et le volcan des Alizés. Le massif du Piton de la Fournaise s'est édifié sur le flanc est de cet ancien volcan au cours des derniers 500 000 ans. Le point chaud en question fut également à l'origine des trapps du Deccan, des îles Laquedives, des Maldives, de l'archipel des Chagos et des autres îles des Mascareignes.
Entre 65 000 et 20 000 ans environ, les pitons des Neiges et de la Fournaise étaient en activité simultanée, chacun alimenté par ses propres réservoirs magmatiques indépendants.
Les dernières éruptions ont eu lieu récemment, au niveau du piton de la Fournaise et sur les flancs orientaux du volcan.

### Types de laves

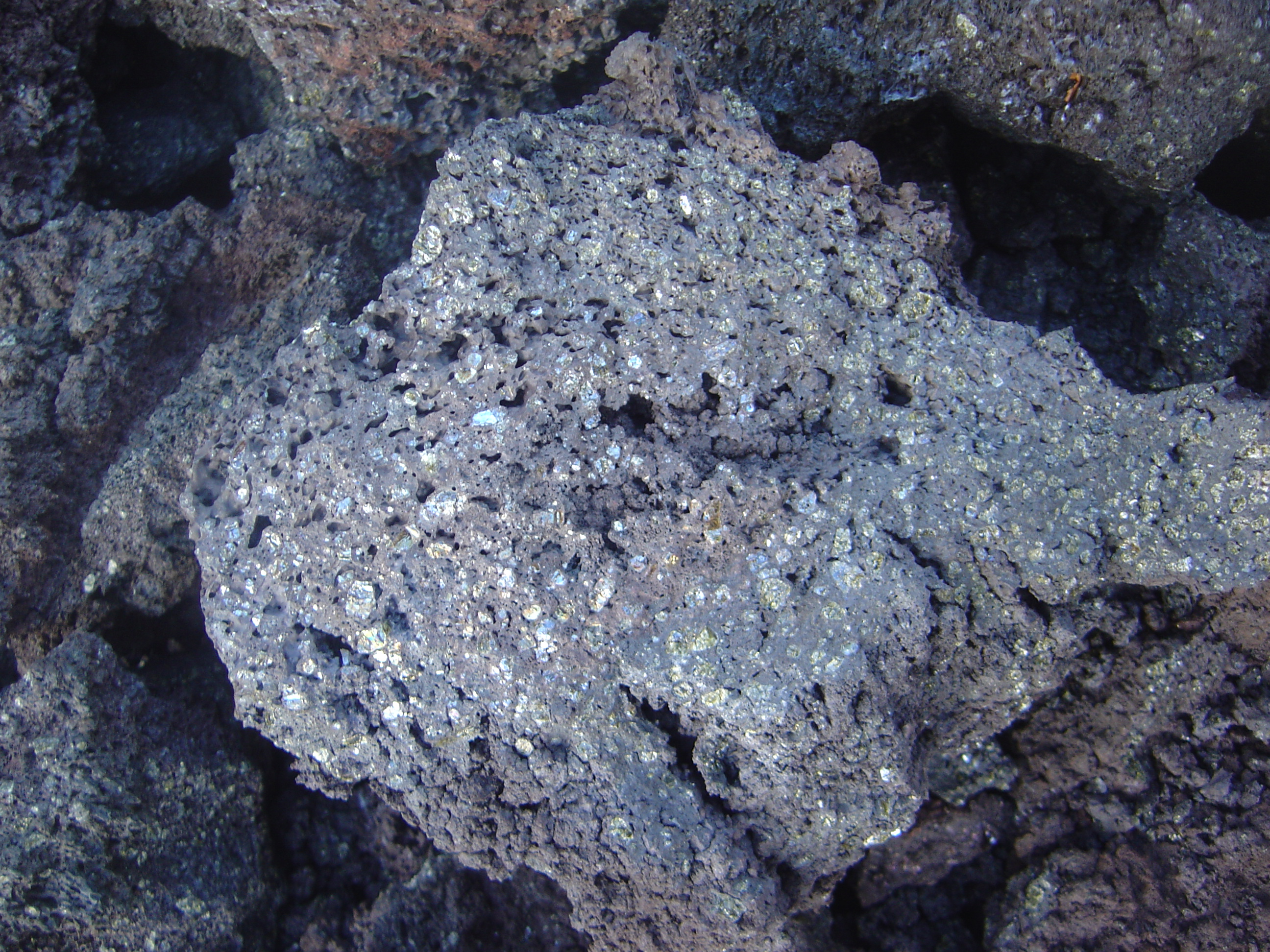
Picrite ou océanite du piton de la Fournaise

Il s'agit de laves donnant des basaltes aphyriques ou à olivine dont certains, très riches en olivine, peuvent être qualifiés d'océanite.

### Les caldeiras

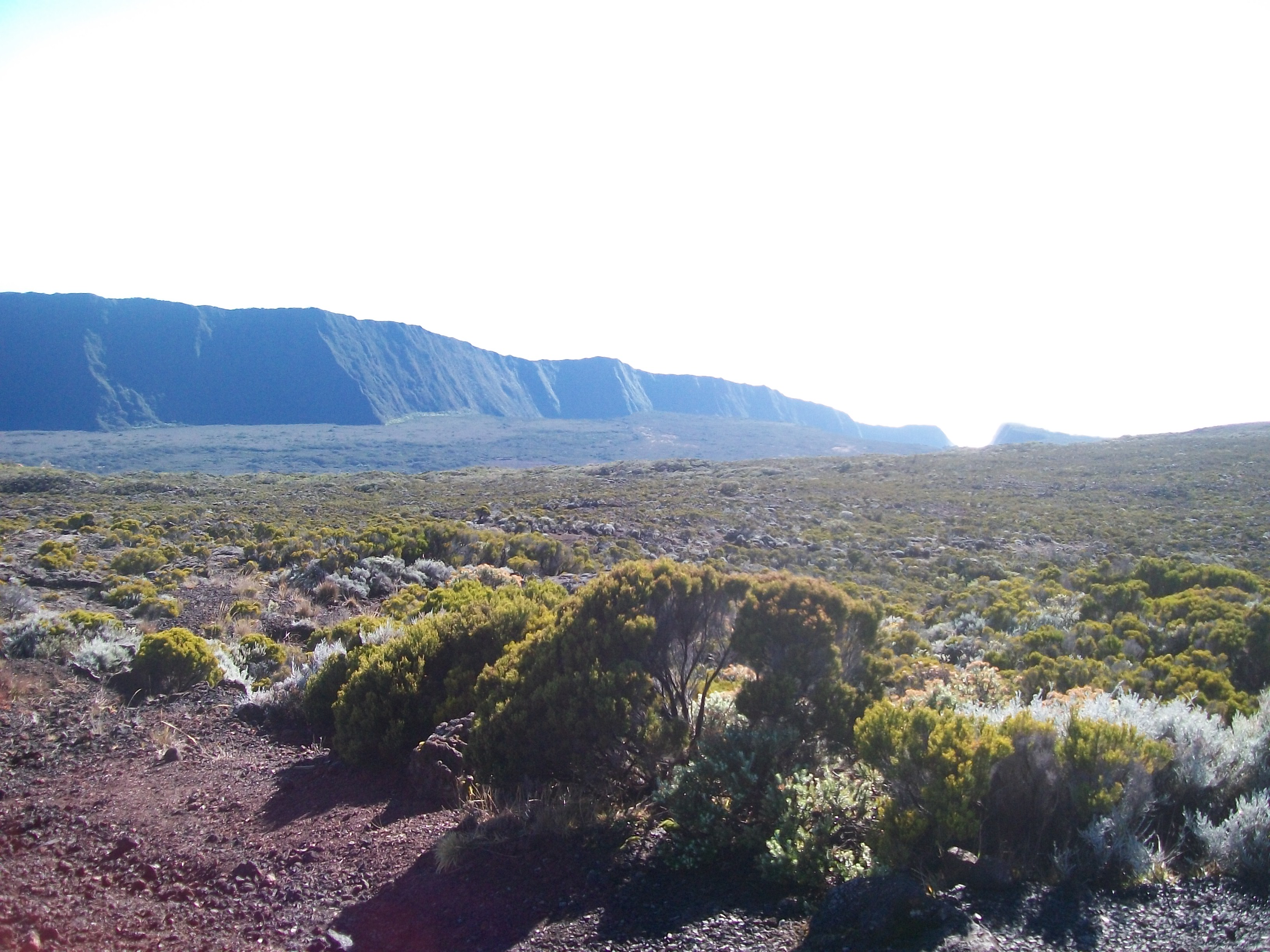
Étendue de végétation endémique aux alentours du piton de la Fournaise.

Culminant à 2 631 mètres d'altitude, le cône volcanique lui-même se trouve à l'intérieur d'une très grande caldeira d'effondrement en forme de U appelée Enclos Fouqué en l'honneur du géologue français Ferdinand André Fouqué. Sa formation remonte à 4 700 ans.
Une autre caldeira plus ancienne peut être devinée autour de la première : elle est délimitée par les ravines formées par la rivière des Remparts qui coule vers le sud et la rivière de l'Est coulant vers le nord-est. Entre les sources de ces deux cours d'eau se trouve la plaine des Sables, vaste plateau couvert de scories à l'apparence lunaire.
Les caldeiras sont le résultat de la vidange des réservoirs magmatiques du volcan. Ainsi, ce dernier s'affaisse sur lui-même petit à petit en créant de grandes falaises. Les effondrements peuvent être la cause de mégatsunamis comme celui qui se serait produit autour de l'an 2700 avant Jésus-Christ.

### Les cratères
Outre les deux cratères au sommet du piton de la Fournaise, plusieurs autres sont à recenser dans la région. Certains ponctuent le fond des caldeiras. Dans la plus récente, les plus connus sont ceux du Formica Leo, datant au minimum de 1753.
À l'extérieur de l'enclos, l'un des cratères les plus impressionnants est le Commerson. Juché sur une falaise, il a été ainsi baptisé en l'honneur de Philibert Commerson, explorateur et naturaliste français. L'activité importante avant son extinction a partiellement comblé le fond de la rivière des Remparts.
Un autre cratère digne d'intérêt est celui du piton Chisny. Son sommet a des teintes changeantes parce qu'il est constitué de scories rouges et noires. Il domine la plaine des Sables du haut de ses 2 440 mètres d'altitude.
Le cratère le plus récent, celui du piton Iris, a été formé par l'éruption du 19 septembre 2022 au 7 octobre 2022.